# Henri de Beurges
Henri de Beurges est un homme politique français né le 25 septembre 1822 à Bar-le-Duc (Meuse) et décédé le 8 mai 1912 à Ecot-la-Combe (Haute-Marne).

## Biographie
Propriétaire terrien, il est maire d'Ecot-la-Combe et conseiller général du canton d'Andelot-Blancheville de 1849 à 1904. Il est représentant de la Haute-Marne de 1871 à 1876, inscrit à la réunion des Réservoirs et au cercle Colbert, siégeant à droite. 

## Sources
- Ressource relative à la vie publique :   - Base Sycomore
- « Henri de Beurges », dans Adolphe Robert et Gaston Cougny, Dictionnaire des parlementaires français, Edgar Bourloton, 1889-1891 [détail de l’édition]